# Subi (plaats)
Subi is een bestuurslaag in het regentschap Natuna van de provincie Riau-archipel, Indonesië. Subi telt 501 inwoners (volkstelling 2010).